# Yasemin Adar
Yasemin Adar (Balıkesir, 6 dicembre 1991) è una lottatrice turca, specializzata nella lotta libera.

## Palmarès
- Giochi olimpici

Tokyo 2020: bronzo nei 76 kg.
- Mondiali

Parigi 2017: oro nei 75 kg.
Budapest 2018: argento nei 76 kg.
- Europei

Riga 2016: oro nei 75 kg.
Novi Sad 2017: oro nei 75 kg.
Kaspijsk 2018: oro nei 76 kg.
Bucarest 2019: oro nei 76 kg.
Roma 2020: argento nei 76 kg.
Budapest 2022: oro nei 76 kg.
- Giochi del Mediterraneo

Mersin 2013: oro nei 72 kg.